# Sibir´ (1977)
Sibir´ (ros. Сибирь) – radziecki i rosyjski lodołamacz o napędzie nuklearnym.
Budowę ukończono w 1977 roku w leningradzkiej stoczni Bałtijskij, jako drugi lodołamacz typu Arktyka.
Statek o długości całkowitej 147,9 metra i szerokości 29,9 metra ma maksymalną wyporność 23 tysiące ton. Energii dostarczają dwa reaktory o mocy cieplnej 171 MW każdy. Moc napędu statku wynosi 54 MW i pozwala osiągnąć prędkość 20,8 węzła. Lodołamacz ten może kruszyć lód do grubości 2 metrów.
W 1992 roku został wycofany z eksploatacji na skutek niesprawności w systemie wytwarzania pary i zacumowany we Władywostoku. Planowane jest złomowanie „Sibiru” około 2020 roku.